# Melas (Sohn des Porthaon)
Melas (altgriechisch Μέλας Mélas) ist in der griechischen Mythologie ein Sohn des Porthaon, des aitolischen Königs von Pleuron und Kalydon, und der Euryte.
Als Geschwister hatte er die Brüder Oineus, Agrios, Alkathoos und Leukopeus, sowie Sterope, die die Mutter der Sirenen gewesen sein soll, als Schwester.